# Шлюб в Ізраїлі
Шлюб в Ізраїлі є суто релігійним інститутом.
В Ізраїлі відсутній цивільний інститут шлюбу, узаконеного державою. 
В Ізраїлі шлюбно-сімейні відносини регулюються іудейським (релігійним) правом, найважливішим джерелом якої є Тора, та нормативно-правові акти світського характеру. 